# 日高健
日高 健（ひだか けん、1981年6月25日 - ）は、日本の元ラグビー選手。

## プロフィール
- 東京都出身[1]。
- ポジションはナンバーエイト(No8)。
- 身長 182cm、体重 92kg
- 関東代表に選ばれたことがある[2]。

## 略歴
2000年、明大中野高校卒業後、明治大学に入る。
2004年、明治大学卒業後、NECグリーンロケッツに加入。同年9月19日に行われたジャパンラグビートップリーグ第1節の日本IBMビッグブルー戦に途中出場で公式戦初出場を果たす。 
2016年、現役を引退した。